# Интерполяционные формулы Ньютона
Интерполяционные формулы Ньютона — формулы вычислительной математики, применяющиеся для полиномиального интерполирования.

## Формулы
Пусть заданы некоторые попарно различные точки {\displaystyle x_{0},\,x_{1},\,\ldots ,\,x_{n}}, называемые также узлами интерполяции, и известны значения {\displaystyle f(x_{0}),\,f(x_{1}),\,\ldots ,\,f(x_{n})} некоторой функции {\displaystyle f} в этих точках.

### Случай неравноотстоящих узлов
Если все расстояния между соседними узлами различны, то многочлен Ньютона строится по формуле
{\displaystyle P_{n}(x)=f(x_{0})+(x-x_{0})f(x_{0};x_{1})+(x-x_{0})(x-x_{1})f(x_{0};x_{1};x_{2})+\ldots +(x-x_{0})\ldots (x-x_{n-1})f(x_{0};\ldots ;x_{n}),}
где {\displaystyle f(x_{0};\ldots ;x_{n})} — разделённая разность порядка {\displaystyle n}.

### Случай равноотстоящих узлов
Если соседние узлы находятся друг от друга на некотором фиксированном расстоянии {\displaystyle h}, то есть {\displaystyle x_{i}=x_{0}+ih}, {\displaystyle i=0,\ldots ,n}, то многочлен Ньютона можно строить либо начиная с {\displaystyle x_{0}} (в таком случае говорят об «интерполировании вперёд»), либо с {\displaystyle x_{n}} («интерполирование назад»).
В первом случае формула для многочлена Ньютона принимает вид
{\displaystyle P_{n}(x)=y_{0}+q\Delta y_{0}+{\frac {q(q-1)}{2!}}\Delta ^{2}y_{0}+\ldots +{\frac {q(q-1)\ldots (q-n+1)}{n!}}\Delta ^{n}y_{0},}
где {\displaystyle q=(x-x_{0})/h,\;y_{i}=f(x_{i})}, а выражения вида {\displaystyle \Delta ^{k}y_{0}} — конечные разности.
Во втором случае формула принимает вид
{\displaystyle P_{n}(x)=y_{n}+q\Delta y_{n-1}+{\frac {q(q+1)}{2!}}\Delta ^{2}y_{n-2}+\ldots +{\frac {q(q+1)\ldots (q+n-1)}{n!}}\Delta ^{n}y_{0},}
где {\displaystyle q=(x-x_{n})/h}.
При {\displaystyle h=1} справедлива формула
{\displaystyle P_{n}(x)=\sum _{m=0}^{n}C_{x-x_{0}}^{m}\sum _{k=0}^{m}(-1)^{m-k}\,C_{m}^{k}\,f(k)}
где {\displaystyle C_{x}^{m}} — обобщённые на область действительных чисел биномиальные коэффициенты.

### Остаточный член
Многочлен Ньютона представляет собой одну из форм записи многочлена Лагранжа, поэтому остаточные члены этих формул совпадают. Однако остаточный член {\displaystyle R_{n}(x)=f(x)-P_{n}(x)} формулы Ньютона можно записать в другой форме:
- для случая неравноотстоящих узлов[4]:

{\displaystyle R_{n}(x)=(x-x_{0})(x-x_{1})\ldots (x-x_{n})f(x_{0};\ldots ;x_{n}).}
Если функция {\displaystyle f} имеет производную порядка {\displaystyle n+1}, то {\displaystyle f(x_{0};\ldots ;x_{n})={\frac {f^{(n+1)}(\xi )}{(n+1)!}},} где {\displaystyle \xi } — некоторая точка, принадлежащая наименьшему промежутку, содержащему все узлы интерполяции.
- для случая равноотстоящих узлов:

для интерполирования вперёд:
{\displaystyle R_{n}={\frac {h^{n+1}f^{(n+1)}(\xi )}{(n+1)!}}q(q-1)(q-2)\ldots (q-n).}
для интерполирования назад:
{\displaystyle R_{n}={\frac {h^{n+1}f^{(n+1)}(\xi )}{(n+1)!}}q(q+1)(q+2)\ldots (q+n).}